# Mike Murdock
Michael Dean Murdock, mais conhecido como Mike Murdock, (Lake Charles, 18 de abril de 1946) é um televangelista e autor norte-americano. Ele é autor de mais de 200 livros. É pastor protestante há mais de 35 anos e conferencista internacional. O mesmo programa é diário em rádio. Compositor de algumas canções que já foram gravadas por cantores gospel. 

## Trajetória
Mike Murdock também é tele-evangelista e pastor do Wisdom Center em Fort Worth, Texas. Seu pai, J. E. Murdock, é também um pastor. Murdock foi educado na LaGrange High School em Lake Charles, e em Southwestern Assemblies of God University em Waxahachie, por três semestres. Ele recebeu um título de doutor honoris causa pelo International Seminary na Flórida.
Mentorado sob Jimmy Swaggart, Murdock prega ao redor do mundo. Ele freqüentemente prega com Benny Hinn, e há algum tempo pregava com Tammy Faye Messner. Ele também apresenta o Wisdom Keys with Mike Murdock (Chaves da Sabedoria com Mike Murdock), um programa televisivo.

## Estilo de pregação
Murdock pregou seu primeiro sermão público na idade de oito anos e começou o evangelismo de tempo integral na idade de 19. Recebeu centenas de convites para falar em igrejas, colégios, e em sociedades comerciais. Ele tem aparecido na TBN, CBN, BET, INSP, WORD, Daystar e outras redes de televisão. Murdock é o fundador-administrador no conselho de administração da International Charismatic Bible Ministries com o Dr. Oral Roberts. É muito criticado por sua visão material do bem divino pregando que com doações de milhares de dolares se pode alcançar a felicidade

## Obras escritas
Mike Murdock é o autor de mais de 250 livros, incluindo The Leadership Secrets of Jesus, (Os Segredos da Liderança de Jesus), Secrets of the Richest Man Who Ever Lived, (Segredos do Homem Mais Rico Que já Viveu) e The Law of Recognition (A Lei do Reconhecimento).

## Algumas obras publicadas
- A Lei do Reconhecimento
- A Missão
- As Chaves da Sabedoria
- Manual Sobre o Espírito Santo
- O Ministro Fora do Comum
- O Empreendedor Fora do Comum
- Os Segredos da Liderança De Jesus
- Segredos do Homem Mais Rico que já Existiu
- Sementes de Sabedoria
- Vinte Chaves Para um Casamento Feliz
- Trinta e Uma Razões Por Que As Pessoas Não Recebem A Sua Colheita Financeira
- Trinta E Um Segredos Para O Sucesso Profissional
- 365 chaves da sabedoria
- Trinta E Um Segredos de Uma Mulher Inesquecível
- O Desígnio
- A nova experiência no cotidiano
- Sabedoria para Vencer